# Otto Julius Hagelstam

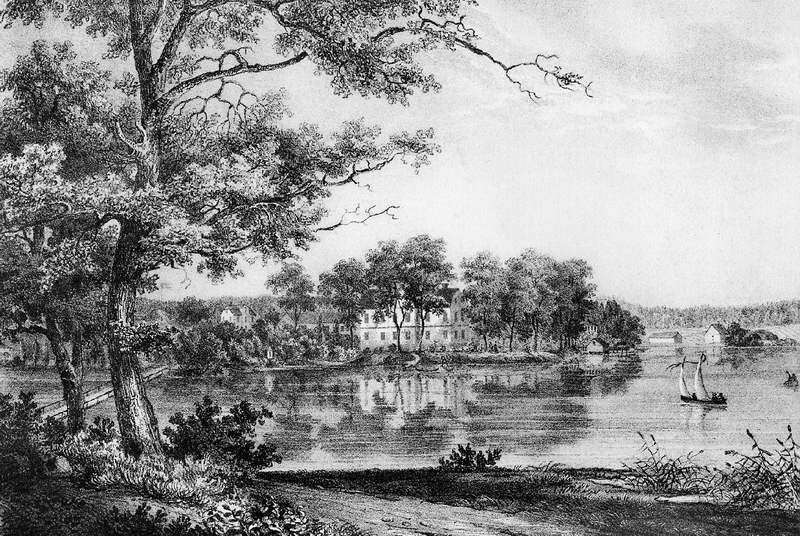
Lissma gård, litografi av Hagelstam.

Otto Julius Hagelstam, före 1801 Hagelberg, född 11 mars 1784 i Nagu socken, Åbo och Björneborgs län, död 28 april 1870 i Stockholm, var en svensk (finlandssvensk) militär, kartograf, tecknare och skriftställare.

## Biografi
Föräldrar var kaptenen Gabriel August Hagelberg och Anna Lovisa Qvick, som var utomäktenskaplig dotter till fältmarskalken greve Augustin Ehrensvärd. 
Vid femton års ålder ingick han i kronans tjänst som extra kvartersman vid skeppsbyggeriet på Sveaborg, utnämndes 1801 till fänrik i arméns flotta, då han antog namnet Hagelstam, och befordrades 1808 till löjtnant. Under Finska kriget utmärkte han sig i flottans strider, bland annat vid Lemo, Sandö, Grönviks sund och Kahiluoto-ön, där den fyra gånger talrikare ryska truppen besegrades.
Efter fredsslutet stannade Hagelstam kvar i svensk tjänst, blev 1810 kapten vid Sjömätningskåren och utförde en mängd sjömätningar och andra kartografiska arbeten. Vid flottornas sammanslagning 1824 befordrades han till överste och ställdes på indragningsstat.
Efter att ha adlats 1818 med nummer 2270 deltog han i riksdagsarbetet samt var 1828, 1834 och 1840 ledamot av statsutskottet. Han var aktiv i ordnandet av Sveriges marina försvar och ville införa en särskild skärgårdsflotta. Han var genom ett förslag 1818 initiativtagare till Väddö kanal i Roslagen. Han var även en ivrig nykterhetsförespråkare och en av honom författad broschyr om brännvinsmissbruket trycktes i över 45 000 exemplar. Hagelstam medverkade därvid till att brännvinsskatten omlades 1855 och husbehovsbränningen förbjöds 1860. Hagelstam slöt själv ätten vid sin död.
Som tecknare ritade han kartor som han själv graverade och hans karta affären över Grönvik 30/8 1808 återutgavs i Svenska flottans historia. Han tecknade även vyer som graverades av Carl Fredrik Akrell.

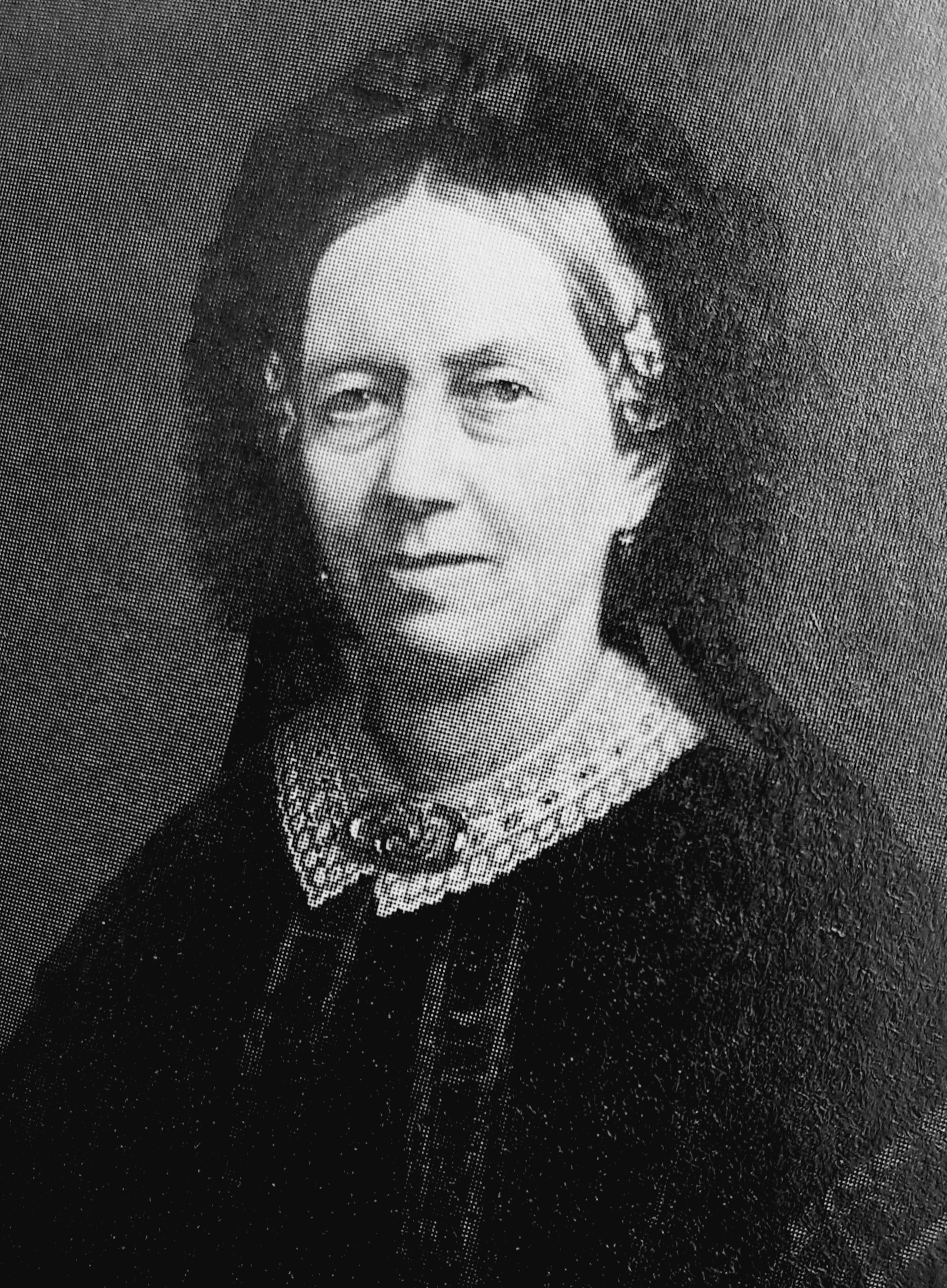
Eva Fredrika Burenstam

Hagelstam var gift med Eva Fredrika Burenstam (1791–1877), genom vilken han ärvde Stjernsunds slott i Askersunds socken, som han 1823 sålde till kung Karl XIV Johan. Han blev som del i den transaktionen ägare till Lissma gård i Huddinge socken som han ägde mellan 1823 och 1845. Vid Hagelstams död 1870 utdog ätten på manslinjen.

## Verk i urval
- Karta öfver skärgårdskrigsteatern (1814)
- Karta öfver Norge (1815)
- Situationskarta öfver Kristiania (1816)
- Karta öfver Sverige (1817-18)
- Karta öfver Sverige och Norge (1820, tre upplagor)
- Karta öfver Helsingfors (1836)
- Krigskarta för efterkommande sjöförsvarare (1852)